# Улица Бабушкина (Санкт-Петербург)
Улица Ба́бушкина — одна из основных магистралей в Невском районе Санкт-Петербурга, ограничена Большим Смоленским проспектом и проспектом Обуховской Обороны, проходя на большей части протяжения параллельно ему. Длина составляет 6 км — одна из самых длинных городских улиц.

## История
Улица Бабушкина возникла 2 января 1926 года от Железнодорожной улицы (ныне проспект) до места соединения Владимирского переулка и улицы Большой Щемиловки (позже они объединены в Фарфоровскую улицу). Название было дано в честь российского революционера Ивана Бабушкина.
В улицу влились:
3 августа 1940 года
- Кладбищенская улица — возникла в 1912 году от Большой Щемиловки до Ивановской улицы.

15 декабря 1952 года
- отрезок до Леснозаводской улицы
- Преображенская дорога — возникла в 1906 году от Куракиной дороги (ныне Леснозаводская улица) до Ново-Александровской улицы.

в 1960-х годах
- Полевой переулок — возник в 1909 году от Ново-Александровской улицы до нынешней улицы Грибакиных.

14 апреля 1975 года
- Приамурская улица — возникла в 1909 году под названием Мариинская (переименована 27 февраля 1941 года) от Большого Смоленского проспекта до Мартыновской улицы (ныне включена в улицу Ольги Берггольц).
- Ольгинская улица — возникла в 1906 году как Ольгин переулок от нынешней улицы Ткачей до Московской улицы (ныне улица Крупской), в 1933 году после продления до Мартыновской улицы переулок стал улицей.
- Заводская улица — возникла в 1896 году от Московской улицы до Александровского переулка (ныне улица Дудко).
- Ново-Механическая улица — возникла в 1898 году от Александровского переулка до Железнодорожной улицы.

## Пересечения и примыкания
- Большой Смоленский проспект
- Улица Ольминского
- Проспект Елизарова
- Улица Ольги Берггольц
- Улица Ткачей
- Улица Крупской
- Улица Дудко
- Улица Цимбалина
- Железнодорожный проспект
- Фарфоровская улица
- Улица Полярников
- Переулок Матюшенко
- Ивановская улица
- Бульвар Красных Зорь
- Леснозаводская улица
- Улица Шелгунова
- Мариупольская площадь
- Ново-Александровская улица
- Проспект Александровской Фермы
- Тихая улица
- Улица Чернова
- Улица Грибакиных
- Рабфаковская улица
- Проспект Обуховской обороны

## Объекты городской среды
| Номер дома                           | Описание                          | Архитектор                   | Постройка                   | Иллюстрация                 | Координаты                      |
| ------------------------------------ | --------------------------------- | ---------------------------- | --------------------------- | --------------------------- | ------------------------------- |
| До № 1                               | Большой Смоленский проспект       | Большой Смоленский проспект  | Большой Смоленский проспект | Большой Смоленский проспект | Большой Смоленский проспект     |
| № 1 / Большой Смоленский проспект, 8 | Здание института Атомэнергопроект |                              |                             |                             | 59°53′54″ с. ш. 30°25′06″ в. д. |
| № 3 — 5                              | Улица Ольминского                 | Улица Ольминского            | Улица Ольминского           | Улица Ольминского           | Улица Ольминского               |
| № 10 / проспект Елизарова, 10        | Станция метро «Елизаровская»      | А. С. Гецкин, В. П. Шувалова | 21 декабря 1970             |                             | 59°53′48″ с. ш. 30°25′24″ в. д. |
| № 10 — 12                            | проспект Елизарова                | проспект Елизарова           | проспект Елизарова          | проспект Елизарова          | проспект Елизарова              |
| № 14 — 16                            | улица Ольги Берггольц             | улица Ольги Берггольц        | улица Ольги Берггольц       | улица Ольги Берггольц       | улица Ольги Берггольц           |
| № 16                                 | Фабрика «Невская косметика»       |                              |                             |                             | 59°53′40″ с. ш. 30°25′44″ в. д. |
| № 16 — 18                            | Сад Ткачей                        |                              |                             | Сад Ткачей                  |                                 |
| № 16 — 18                            | площадь Культуры                  | площадь Культуры             | площадь Культуры            | площадь Культуры            | площадь Культуры                |
| № 16 — 18                            | улица Ткачей                      |                              |                             |                             |                                 |
| № 26 — 28                            | улица Крупской                    | улица Крупской               | улица Крупской              | улица Крупской              | улица Крупской                  |

| Номер дома  | Описание | Архитектор                                     | Постройка                | Иллюстрация                      | Координаты                      |                    |
| ----------- | --- | ---------------------------------------------- | ------------------------ | -------------------------------- | ------------------------------- | ------------------ |
| № 28 — 34   | Пролетарский завод |                                                |                          |                                  | 59°53′15″ с. ш. 30°26′11″ в. д. |                    |
| № 28 — 34   | Заводской сад |                                                |                          | Заводской сад                    |                                 |                    |
| № 47 — 49   | Улица Дудко | Улица Дудко                                    | Улица Дудко              | Улица Дудко                      | Улица Дудко                     |                    |
| № 49 — 51   | Улица Цимбалина | Улица Цимбалина                                | Улица Цимбалина          | Улица Цимбалина                  | Улица Цимбалина                 |                    |
| № 51 — 53   | Железнодорожный проспект | Железнодорожный проспект                       | Железнодорожный проспект | Железнодорожный проспект         | Железнодорожный проспект        |                    |
| № 34 — 36   | Парк культуры и отдыха имени И. В. Бабушкина |                                                |                          | Парк имени И. В. Бабушкина       | 59°52′59″ с. ш. 30°26′23″ в. д. |                    |
| № 53        | Завод «Турбосталь» |                                                |                          |                                  | 59°52′57″ с. ш. 30°25′51″ в. д. |                    |
| № 55        | Здание пивоваренного завода «Вена» | Ф. Б. Нагель                                   | 1875                     |                                  | 59°52′52″ с. ш. 30°25′58″ в. д. |                    |
| № 55 — 57   | Фарфоровская улица | Фарфоровская улица                             | Фарфоровская улица       | Фарфоровская улица               | Фарфоровская улица              |                    |
| № 57        | Церковь Святейшего Сердца Иисуса | С. П. Галензовский                             | 1907—1917                | Церковь Святейшего Сердца Иисуса | 59°52′50″ с. ш. 30°26′11″ в. д. |                    |
| № 36 — № 38 | Императорский фарфоровый завод |                                                |                          |                                  | 59°52′45″ с. ш. 30°26′06″ в. д. |                    |
| № 61        | «Дом-колбаса», длина 300 м. Проект Григория Симонова и Тамара Каценеленбоген. 25 типовых секций по 10 трехкомнатных квартир в каждой. Построен в 1932 году. |                                                |                          |                                  |                                 |                    |
| № 65 — 67   | Улица Полярников | Улица Полярников                               | Улица Полярников         | Улица Полярников                 | Улица Полярников                | Улица Полярников   |
| № 67        | Станция метро «Ломоносовская» | А. С. Гецкин, В. П. Шувалова, Г. Д. Булаевская | 21 декабря 1970          | Вид с улицы Бабушкина            | 59°52′38″ с. ш. 30°26′30″ в. д. |                    |
| За № 67     | Ломоносовский сад |                                                |                          | Ломоносовский сад                | 59°52′38″ с. ш. 30°26′23″ в. д. |                    |
| № 40        | Кинотеатр «Спутник» |                                                |                          |                                  | 59°52′40″ с. ш. 30°26′35″ в. д. |                    |
| № 40 — 42   | Переулок Матюшенко | Переулок Матюшенко                             | Переулок Матюшенко       | Переулок Матюшенко               | Переулок Матюшенко              | Переулок Матюшенко |

| Номер дома | Описание                       | Архитектор                     | Постройка                      | Иллюстрация                    | Координаты                      |                                |
| ---------- | ------------------------------ | ------------------------------ | ------------------------------ | ------------------------------ | ------------------------------- | ------------------------------ |
| № 40 — 42  | Переулок Матюшенко             | Переулок Матюшенко             | Переулок Матюшенко             | Переулок Матюшенко             | Переулок Матюшенко              | Переулок Матюшенко             |
| № 44 — 46  | Ивановская улица               | Ивановская улица               | Ивановская улица               | Ивановская улица               | Ивановская улица                | Ивановская улица               |
| № 52 — 54  | Бульвар Красных Зорь           | Бульвар Красных Зорь           | Бульвар Красных Зорь           | Бульвар Красных Зорь           | Бульвар Красных Зорь            | Бульвар Красных Зорь           |
| № 52 — 54  | Сад «Куракина Дача»            |                                |                                | Сад «Куракина Дача»            | 59°52′19″ с. ш. 30°27′00″ в. д. |                                |
| № 58 — 60  | Леснозаводская улица           | Леснозаводская улица           | Леснозаводская улица           | Леснозаводская улица           | Леснозаводская улица            | Леснозаводская улица           |
| № 62 — 64  | Улица Шелгунова                | Улица Шелгунова                | Улица Шелгунова                | Улица Шелгунова                | Улица Шелгунова                 | Улица Шелгунова                |
| № 111—113  | Проспект Александровской Фермы | Проспект Александровской Фермы | Проспект Александровской Фермы | Проспект Александровской Фермы | Проспект Александровской Фермы  | Проспект Александровской Фермы |
| № 64 — 66  | Ново-Александровская улица     | Ново-Александровская улица     | Ново-Александровская улица     | Ново-Александровская улица     | Ново-Александровская улица      | Ново-Александровская улица     |
| № 117—119  | Тихая улица                    | Тихая улица                    | Тихая улица                    | Тихая улица                    | Тихая улица                     | Тихая улица                    |
| № 84 — 86  | Улица Чернова                  | Улица Чернова                  | Улица Чернова                  | Улица Чернова                  | Улица Чернова                   | Улица Чернова                  |
| № 86 — 88  | Улица Грибакиных               | Улица Грибакиных               | Улица Грибакиных               | Улица Грибакиных               | Улица Грибакиных                | Улица Грибакиных               |
| № 135—137  | Рабфаковская улица             | Рабфаковская улица             | Рабфаковская улица             | Рабфаковская улица             | Рабфаковская улица              | Рабфаковская улица             |
| За № 100   | проспект Обуховской Обороны    | проспект Обуховской Обороны    | проспект Обуховской Обороны    | проспект Обуховской Обороны    | проспект Обуховской Обороны     | проспект Обуховской Обороны    |

## Транспорт
Станции метро:
- Елизаровская (линия 3)
- Ломоносовская (линия 3)
- Пролетарская (линия 3)

Автобусы:
- № 5 (АС ул. Грибакиных — ст. м. Ладожская)
- № 8 (АС Русановская улица — ст. м. Пл. Александра Невского)
- № 11 (АС Троицкое поле — жд. ст. Предпортовая)
- № 31 (АС Улица Костюшко — Большой Смоленский проспект)
- № 48 (АС Троицкое поле — ст. м. Обухово)
- № 53 (АС Троицкое поле — АС Малая Балканская улица)
- № 58 (ст. м. Елизаровская — Атаманская улица)
- № 95 (АС пр. Александровской фермы — Рощинская улица)
- № 97 (АС Троицкое поле — Улица Коллонтай, 47)
- № 114 (АС Счастливая улица — Большой Смоленский проспект)
- № 115 (АС пр. Александровской фермы — пос. Металлострой)
- № 115А (АС пр. Александровской фермы — пос. Металлострой)
- № 116 (АС Звёздная улица — проспект Обуховской обороны)
- № 117 (АС Троицкое поле — ул. Самойловой)
- № 118 (АС пр. Александровской фермы — Улица Коллонтай, 47)
- № 119 (АС Русановская улица — ст. м. Ломоносовская)
- № 157 (АС Малая Балканская улица — ст. м. Ломоносовская)
- № 228 (река Оккервиль — ст. м. Ломоносовская)
- № 253 (ст. м. Купчино — ст. м. Пл. Александра Невского)
- № 264 (АС Пискарёвка — Большой Смоленский проспект)
- № 328 (АС пр. Александровской фермы — г. Колпино, Оборонная улица)
- № 476 (ст. м. Ломоносовская — пос. им. Свердлова)

Троллейбусы:
- № 14 (ст. м. Пл. Александра Невского — Товарищеский проспект)

Трамваи:
- № 24 (ст. м. Рыбацкое — Невский завод)
- № 27 (ст. м. Рыбацкое — река Оккервиль)